# مقاطعة وود (تكساس)
مقاطعة وود (بالإنجليزية: Wood  County)‏ هي إحدى المقاطعات في ولاية تكساس، الولايات المتحدة الأمريكية.

## سياسية
مقاطعة وود في تكساس يتم تمثيلها في مجلس النواب في تكساس, من قبل الجمهوري برايان هوجز.
هو من سكان مينيولا بالاصل, ومواطن في مقاطعة وود منذ الولادة.

## التعليم
الكلية المسيحية جارفيس هي موجودة في في مدينة هوكنز في تكساس.

## أعلام
- راي برايس